# St. Vincentius (Bersenbrück)

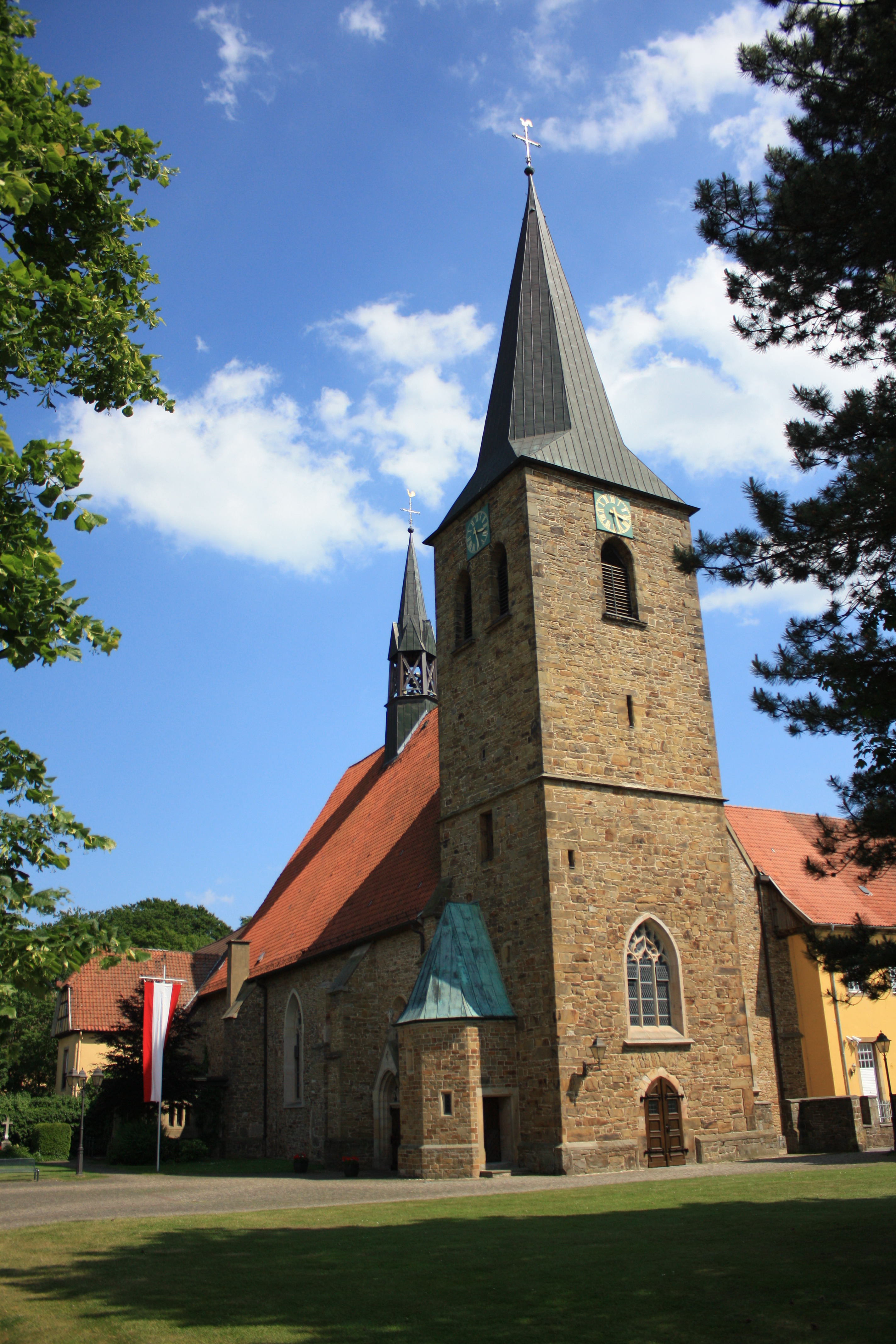
St. Vincentius

Die römisch-katholische, denkmalgeschützte Pfarrkirche St. Vincentius steht in Bersenbrück, einer Kleinstadt im Landkreis Osnabrück von Niedersachsen. Die Kirchengemeinde gehört zum Dekanat Osnabrück-Nord des Bistums Osnabrück.

## Beschreibung
Die Pfarrei wurde 1221 erstmals erwähnt. Otto II. von Ravensberg stiftete 1231 unter Einbeziehung der Eigenkirche das Kloster Bersenbrück. Nach Aufhebung des Klosters 1787 entstand die Hallenkirche aus den 2 Kirchenschiffen der ursprünglich 2 Saalkirchen des 13. Jahrhunderts, indem die gemeinsame Trennwand niedergelegt wurde. Die ehemalige nach 1252 gebaute Pfarrkirche, das heutige Nordschiff, hatte zwei Joche eines Langhauses und einen gerade geschlossenen Chor, die durch einen spitzbogigen Triumphbogen verbunden waren. Der vor der Pfarrkirche gelegene Kirchturm wurde 1510 errichtet. Die ehemalige 1263–87 gebaute Klosterkirche, das heutige Südschiff, lag 1,40 m höher als die Pfarrkirche. Auf dem gemeinsamen Satteldach erhebt sich eine Kopie des Dachreiters von 1787. Die Orgel mit 17 Registern, verteilt auf zwei Manuale und ein Pedal, wurde 1969 vom Orgelbau Kreienbrink errichtet.